# Gregorio Baudot
Gregorio Baudot Puente (Colmenar Viejo, Comunitat de Madrid, 14 de març de 1884 - Ferrol (Galícia), 4 de novembre de 1938) fou un músic i compositor castellà.
Realitzà els seus estudis en el Conservatori de Madrid sent un dels seus mestres Tomás Fernández Grajal, i aconseguint les màximes qualificacions, amb premis de solfeig, harmonia, flauta i composició. Després de titular-se el 1906, inicià una carrera com a flautista amb el Quintet d'Instruments de Vent de Pérez Casas, amb el qual realitza una gira per Amèrica. El 1909 es casà, i es presenta a les oposicions per la plaça de director de la Banda de Música del Segon Regiment d'Infanteria de Marina al Ferrol, de la que en pren possessió el 1910, i ja s'establí definitivament en aquesta vila gallega.
Va recórrer Galicia pam a pam recollint el folklore de la terra. Malgrat l'afecte per aquella terra Baudot feia incursions a Madrid per mostrar el seu art i talent, com quan l'any 1928 acudi a la capital espanyola per estrenar la seva òpera Cantuxa amb lletra de Adolfo Torrado de net sabor gallec.
En la seva producció s'hi compten:
- dues òperes,
- sis sarsueles,
- tres escenes dramàtiques,
- quatre poemes simfònics,
- quatre composicions per a solista i orquestra,
- quinze obres per a banda civil i deu per a banda militar,
- 1 gran Missa,
- 7 peces religioses, entre moltes d'altres.

Fou tanta la seva dedicació a la vila de Ferrol, que donaren el seu nom a un carrer de la població i la 
Sociedad Artística Ferrolana creà un premi que també porta el seu nom.